# Weißgroschen

Weißgroschen, Wenzel IV. 1383/84

Weißgroschen, des Teschener Herzogs Wenzel III., 1560

Weißgroschen ist der Name einer ab Beginn des 16. Jahrhunderts zunächst in Schlesien, im 16. und 17. Jahrhundert auch von den römisch-deutschen Kaisern in ihrer Eigenschaft als König von Böhmen geprägten Silbermünze.
In Niederschlesien wurden Weißgroschen erstmals als Folge des Vertrags von 1505 von den Städten Breslau und Schweidnitz, dem Breslauer Bischof Johannes V. Thurzo, sowie den Herzögen von Liegnitz, Münsterberg und Oels geprägt. Gleichzeitig auch vom späteren polnischen König Sigismund I., an den von 1499 bis 1506 das Herzogtum Glogau verpfändet gewesen war sowie vom brandenburgischen Kurfürsten Joachim I. Zwischen 1541 und 1564 prägte der Liegnitzer Herzog Friedrich II., zwischen 1544 und 1546 Markgraf Johann von Küstrin in Crossen und zwischen 1559 und 1570 im oberschlesischen Herzogtum Teschen Herzog Wenzel III. Weißgroschen. 1584 wurden in Breslau halbe Weißgroschen mit der Umschrift „DIMIDII GROSSI ALBI“ geschlagen. Diese wurden noch im 17. Jahrhundert in Oppeln und Teschen geprägt. Aus dem 16. und 17. Jahrhundert sind Weißgroschen-Prägungen der Könige von Böhmen bekannt.
Die Münzen hatten ein Rauhgewicht von 2,078 Gramm und ein Feingewicht von 0,78 Gramm. Dabei galten die Wertrelationen
- 90 Weißgroschen = 1 Breslauer Mark
- 36 Weißgroschen = 1 Gulden

Als Rechnungsmünze entsprach ein Weißgroschen 12 Hellern oder 6 Pfennigen. Im Jahr 1556 wurde er auf Beschluss der Stände mit 2 Kreuzern gleichgesetzt.
Die in Breslau geprägten Stücke wurden wegen ihrer glänzend weißen Farbe, die durch ein Beizverfahren, den sogenannten Weißsud erreicht wurde, „Molkendiebe“ genannt.